# You and I (Céline Dion)
You and I è una canzone della cantante canadese Céline Dion, registrata per l'album A New Day... Live in Las Vegas (2004). Il brano, scritto da Aldo Nova e Jacques Duval, fu pubblicato come primo ed unico singolo dell'album il 24 maggio 2004.
You and I è stata inclusa nella versione europea del greatest hits My Love: Ultimate Essential Collection (2008).

## Contenuti e uso pubblicitario
You and I è stato scritto da Aldo Nova e Jacques Duval e prodotto dallo stesso nova e da Peer Åström, anche produttore di I Drove All Night. Il brano è un inedito inserito nel primo album live in lingua inglese della Dion, A New Day... Live in Las Vegas (2004).
Nell'ottobre 2004, fu annunciato che You and I sarebbe stato il tema della nuova campagna pubblicitaria di Air Canada. Allo stesso tempo, la compagnia aerea presentò nuovi prodotti di servizio in volo e nuova livrea per aeromobili. Céline registrò anche una versione francese di un minuto della canzone chiamata Mes ailes à moi. Entrambe le versioni sono state utilizzate negli spot pubblicitari di Air Canada.
Il 19 giugno 2007, la senatrice americana Hillary Clinton annunciò che You and I sarebbe stata la canzone per la sua campagna elettorale alle primarie del Partito Democratico per la nomina del candidato presidente degli Stati Uniti. Il brano fu selezionato come risultato di un sondaggio web di un mese per selezionare un tema musicale.

## Videoclip musicale
Il videoclip musicale è stato girato dal pluri-premiato regista canadese Andrew MacNaughtan nel luglio del 2004 ed è stato girato in parte all'Aeroporto Internazionale di Toronto-Pearson. Il videoclip presentato in anteprima due mesi dopo, ottenne anche una nomination ai MuchMusic Video Awards del 2005, nella categoria MuchMoreMusic Award.
Il videoclip fu pubblicato nel cofanetto Ultimate Box, distribuito in Giappone nel 2008.

## Recensioni da parte della critica
Chuck Taylor di Billboard scrisse:"Il coraggioso You and I è un veicolo ideale per lanciare un assalto stagionale su larga scala sulle onde radio, con il suo tematico love-my-man e cinetico tempo di brezza estiva, simile alla sua firma That's the Way It Is. La Dion dispensa un gioioso romp dal microfono, che suona fresco e perfettamente a suo agio, e riffa quanto basta per timbrare la canzone con un marchio rivelatore o due."

## Successo radiofonico
Il singolo fu distribuito soltanto per le stazioni radio del Nord America, Europa e Australia e riuscendo a scalare le classifiche airplay di alcuni paesi. In Canada e negli Stati Uniti, You and I salì rispettivamente in prima e in 16ª posizione delle classifiche adult contemporary.
Il singolo salì nella top ten di Polonia (numero 9) e Ungheria (numero 2).

## Tracce
CD Singolo Promo (Australia; Europa) (Epic: SAMP2663; Columbia: SAMPCS 14163 1)
1. You and I – 4:05 (Aldo Nova, Jacques Duval)

CD Singolo Promo (Stati Uniti) (Epic: C22 - 04 - 00038)
1. You and I – 4:05 (Nova, Duval)

## Classifiche

### Classifiche settimanali
| Classifica (2004)                                     | Posizione massima raggiunta |
| ----------------------------------------------------- | --------------------------- |
| Canada (R&R Canada AC Top 30)                         | 1                           |
| Danimarca (Track Top-40)                              | 14                          |
| Polonia (Polish Music Charts)                         | 9                           |
| Québec (ADISQ)                                        | 5                           |
| Repubblica Ceca (ČNS IFPI)                            | 26                          |
| Ungheria (MAHASZ)                                     | 2                           |
| Stati Uniti (Billboard Hot Adult Contemporary Tracks) | 16                          |

### Classifiche di fine anno
| Classifica (2004)                       | Posizione |
| --------------------------------------- | --------- |
| Canada (R&R - AC Most Played 2004)      | 5         |
| Stati Uniti (R&R - AC Most Played 2004) | 39        |
| Classifica (2005)                       | Posizione |
| Canada (R&R - AC Most Played 2004)      | 22        |
| Stati Uniti (R&R - AC Most Played 2004) | 82        |